# Милесов врт
Милесов врт је уметнички музеј и врт скулптура, смештен на острву Лидинге у Стокхолму, у Шведској. Налази се на простору некадашњег дома вајара Карла Милеса (1875–1955) и његове супруге, уметнице Олге Милес (1874–1967). Милесов врт се састоји од три главна дела: некадашњи уметников дом, уметничка галерија и парк скулптура. На простору од 2 ха, на три терасе прилагођене терену, налази се око 200 фигура, међу којима је и 10 фонтана.

## Историја
1906. године уметнички пар Карл и Олга Милес купили су парцелу на Лидингу. Кућу је пројектовао архитекта Карл М. Бенгтсон (1878—1935) и свечано је отворена 1908. Каснија реновирања и доградње рађене су у сарадњи са Милесовим братом архитектом Евертом Милесом (1885—1960). Планирали су да саграде дом повезан са уметношћу. У Милесовом врту углавном су радови Карла Милеса. На улазу на средњу терасу налази се скулптурни врт и још једна скулпторска радионица, Мали атеље. Ово је било примарно пребивалиште Карла и Олге Милес до 1931. 1936. године Милесов врт је трансформисан у фондацију која је предата на поклон шведском народу.
Капела у шуми додата је крајем 1940-их и место је где су сахрањени Карл и Олга Милес. Почетком 1950-их, гради се Анина кућа по цртежима Еверта Милеса. Кућа је била предвиђена за Милесову секретарицу Ану Хедмарк (1899—1993), која је 1950. године заузела место домаћице и кустоса Милесовог врта. Тамо је живела до 1986. године.
Најновија зграда је уметничка дворана, која се налази уз једну страну доње терасе. Уметничку дворану  дизајнирао је архитекта Јохан Селсинг, а свечано је отворена у октобру 1999.

## Милесов врт у популарној култури
Милесов врт је место уводне сцене чувеног научно-фантастичног романа Поула Андерсона, Tau Zero, а описано је неколико дела баште скулптура.

## Галерија
- Европа и бик
- Анђели свирају музику
- Индијанац са кануом
- Човек и Пегаз
- Божја рука
- Лос
- Дечаци са делфинима
- Јона и кит

### Зграде у Милесовом врту
- Шумска капела
- Анина кућа
- Уметничка сала
- Пустите ме да радим док сија дан

### Ентеријер
- Милесова античка колекција
- Ентеријер
- Дневна соба у Аниној кући
- Кухиња